# Väster-Åkertjärnen
Väster-Åkertjärnen är en sjö i Vännäs kommun i Västerbotten och ingår i Umeälvens huvudavrinningsområde. Sjön har en area på 0,0706 kvadratkilometer och ligger 181 meter över havet. Sjön avvattnas av vattendraget Trinnan.

## Delavrinningsområde
Väster-Åkertjärnen ingår i det delavrinningsområde (708593-169143) som SMHI kallar för Inloppet i Ockelsjön. Medelhöjden är 205 meter över havet och ytan är 2,05 kvadratkilometer. Det finns inga avrinningsområden uppströms utan avrinningsområdet är högsta punkten. Trinnan som avvattnar avrinningsområdet har biflödesordning 2, vilket innebär att vattnet flödar genom totalt 2 vattendrag innan det når havet efter 57 kilometer. Avrinningsområdet består mestadels av skog (85 procent). Avrinningsområdet har 0,15 kvadratkilometer vattenytor vilket ger det en sjöprocent på 7,5 procent.